# ليزلي دينيز
ليزلي دينيز (بالإنجليزية: Leslie Deniz)‏ هي منافسة ألعاب القوى وضابطة شرطة أمريكية، ولدت في 25 مايو 1962 في أوكلاند في الولايات المتحدة.

## وصلات خارجية
- ليزلي دينيز على موقع الاتحاد الدولي لألعاب القوى (الإنجليزية)
- ليزلي دينيز على موقع أوليمبيديا (الإنجليزية)